# Мнишек, Юзефина Амалия
Юзефина Амалия Мнишек (в браке графиня Потоцкая, польск. Józefina Amalia Potocka, 29 августа 1752, Краков, Речь Посполитая — 1 октября 1798, Санкт-Петербург) — польская дворянка, статс-дама российского императорского двора (1792) и дама ордена Святой Екатерины большого креста (1793); художница-любитель и коллекционер искусства. Вторая супруга графа Станислава Щенсны Потоцкого.

## Биография
Единственная дочь государственного деятеля Речи Постолитой Ежи Августа Мнишка от его брака с графиней Марией Амалией Брюль, дочерью Генриха фон Брюля. Получила домашнее воспитание, знала несколько иностранных языков, занималась живописью под руководством А. Альбертранди. 
1 декабря 1774 года в Дукле по желанию родителей Жозефина Амалия вышла замуж за графа Станислава Щенсного Потоцкого (1752—1805). В приданое получила владение Мнишков Большую Берестовицу. Свое свадебное путешествие супруги провели в Европе, после чего поселились в резиденции Потоцких в Тульчине. В браке они имели одиннадцать детей, но только старшие считаются детьми Станислава Потоцкого. Отцовство на младших детей не подтверждается, так как супруги с 1787 года не жили вместе. 
Красивая, веселая и амбициозная, Юзефина Амалия была известна в обществе своими остроумными разговорами, в которых не всегда соблюдала должную меру приличия. Её любовные связи, начавшиеся у неё еще до брака, продолжались всю жизнь. Отцом нескольких её детей мог быть привезенный из Дуклы Юзеф Клембовский, который был управляющим в резиденции Потоцких. Позже её любовниками были    полковник Тарговицкого полка Дзержаньский (предполагаемый отец младшей дочери Идалии (1793—1859) и Тадеуш Мосаковский, командир придворной милиции в Тульчине. 
Принадлежа к русской партии, графиня Потоцкая пользовалась расположением императрицы Екатерины II. В 1792 году была пожалована в статс-дамы, а в 1793 году получила Орден Святой Екатерины большого креста. С 1791 года Станислав Потоцкий состоял в связи с графиней Софией Витт и желал вступить с ней в законный брак, но Юзефина Амалия не давала развода и императрица в этом вопросе её поддерживала. Тогда Потоцкий заключил 23 мая 1792 года с женой «компиляцию», по которой передал ей свои имения и опеку над детьми, а она обязывалась выплачивать ему ежегодно 50 тыс. голл. червонцев. После чего уехал с возлюбленной в Гамбург, где провел два с половиной года. 
Получив в управление огромные имения, Юзефина Амалия вскоре убедилась в том, что хозяйство в них запущено, а все дела безнадежно перепутаны. Не желая ими заниматься, графиня предоставила всё на произвол управителям. Продолжая жить в Петербурге, она не отказывала себе ни в светских удовольствиях, ни в романах, и мужу не посылала ни копейки. В 1796 году Потоцкий вернулся в Россию и с трудом сумел разорвать «компиляцию». На развод Юзефина Амалия согласилась только после смерти Екатерины II, поскольку состояла в связи графом Шуазёль-Гуфье. В начале 1798 года епископский (консисторный) суд в Каменце-Подольском объявил об их разводе. Однако, в том же году Юзефина Амалия неожиданно умерла в  своем петербургском доме на Фонтанке, в возрасте 46 лет, оставив многочисленное потомство — «произведения лет и досуга», как она сама выражалась.